# Карлос Клерк
Карлос Клерк Мартінес (ісп. Carlos Clerc Martínez, нар. 21 лютого 1994, Бадалона,  Іспанія) — іспанський футболіст, захисник іспанського «Леванте».
Вихованець юнацької футбольної академії Еспаньйола. 26 грудня 2013 року провів свій перший виступ у Ла-Лізі у грі проти «Вільярреалу».